# Alain de Halleux
Alain de Halleux (nascut el 21 d'octubre de 1957) és un director de cinema, productor, fotògraf i guionista belga. Les seves pel·lícules se centren principalment en temes ambientals, socials, financers, econòmics i polítics com el Brèxit.

## Primers anys i carrera
Alain de Halleux va néixer el 21 d'octubre de 1957 a Brussel·les. Va rebre una llicenciatura en Ciències Químiques (Nuclear) a la Universitat Catòlica de Lovaina el 1978. Durant els seus estudis a la UCLouvain va veure Zérkalo d'Andrei Tarkovski, que el va inspirar a estudiar cinema. a l'INSAS. Durant el seu temps allà va estudiar l'obra de Kurosawa com ara Somnis i Shichinin no Samurai. Després d'obtenir una titulació INSAS en direcció cinematogràfica, de Halleux va crear la seva productora cinematogràfica Indian Production, escollint el nom per honrar el respecte dels pobles indígenes per la natura i la Terra.
De Halleux ha treballat en fotoperiodisme i al seu retorn a París d'un viatge relacionat amb el treball va conèixer el documentalista Raymond Depardon.

## Realització cinematogràfica
Alain de Halleux va començar la seva carrera cinematogràfica treballant en la ficció, i després va optar per centrar-se en la realització de documentals. La seva pel·lícula del 2000 No ploris pas, Germaine (Don't Cry Germaine), un llargmetratge sobre una família d'emigrants espanyols que retornen al seu país, es va projectar al Festróia.

### Documentals
El treball documental de De Halleux se centra principalment en temes ambientals, socials, financers, econòmics i polítics. La seva pel·lícula del 2008, R.A.S nucléaire rien à signaler, va analitzar els efectes de la subcontractació del manteniment de la centra nuclear en la nostra seguretat des de la privatització dels mercats elèctrics i va ser el primer d'una sèrie de documentals sobre energia nuclear. Inicialment estrenada amb poca fanfàrria, la pel·lícula va rebre una atenció més àmplia quan es va projectar a la xarxa francoalemanya Arte.
Va dirigir Chernobyl 4 ever l'any 2011, com a resposta a la seva comprensió que la situació posterior al desastre nuclear era molt més complexa del que semblava. Durant una projecció de la pel·lícula al Parlament Europeu de Halleux va conèixer un jove investigador japonès que lluitava per salvar la seva ciutat natal després de l'accident nuclear de Fukushima I. El va esperonar perquè de Halleux fes un documental va portar a la creació del curtmetratge Les Recits de Fukushima, que es va estrenar l'octubre de 2011. de Halleux va continuar rodant i completant una versió ampliada el març de 2013, Welcome to Fukushima. Es va estrenar al Parlament Europeu en el segon aniversari del desastre nuclear de Fukushima. Durant la realització de Welcome to Fukushima ,  de Halleux va conèixer Tarō Yamamoto, un antic actor i surfista convertit en polític. de Halleux seguiria a Yamamoto des del 2013 fins al 2018, formant el documental del 2018 Beyond the Waves. La pel·lícula se centra en les experiències de Yamamoto com a membre de la Cambra de Consellers així com de política contemporània, nacionalisme, xenofòbia i rearmament al Japó.
de Halleux va estrenar La Faute A Personne el 2016, una pel·lícula documental sobre els diversos esdeveniments significatius que van provocar l'enfonsament del banc DEXIA després de la crisi financera. El 2019, de Halleux va estrenar The Clock Is Ticking. La pel·lícula segueix Michel Barnier, el principal negociador de la UE del Brexit, rastrejant les diferents etapes de les discussions que van conduir a l'acord, encara pendent de ratificació, sobre la retirada del Regne Unit de la Unió Europea.

## Filmografia
| Any  | Pel·lícula                                            | Productors                                                                                |
| ---- | ----------------------------------------------------- | ----------------------------------------------------------------------------------------- |
| 2021 | Bienvenue chez les SOCCS (80')                        | (ARTE, RTBF \|-                                                                           |
| 2021 | Le grain de sable dans la machine (90')               | (ARTE, RTBF \|-                                                                           |
| 2019 | The Clock Is Ticking (90')                            | (ARTE, RTBF, VRT, NHK and many others TV channels)                                        |
| 2018 | Beyond the Waves (60')                                | (RTBF, VRT, various cinema in Japan)                                                      |
| 2016 | La Faute A Personne (52')                             | (France 5, RTBF)                                                                          |
| 2013 | Welcome to Fukushima (60')                            | (RTBF, VRT)                                                                               |
| 2011 | Les Recits de Fukushima (8x8')                        | (Arte)                                                                                    |
| 2010 | Chernobyl 4 ever (60')                                | (ARTE, RTBF, VRT, NHK...)                                                                 |
| 2008 | R.A.S (60')                                           | (ARTE, RTBF, VRT)                                                                         |
| 2006 | Ou tu vas DOCUMENTAIRE DE (40')                       | (ULB)                                                                                     |
| 2004 | Anishnabe (26’)                                       | DOCU POUR (ARTE)                                                                          |
| 2003 | Barrieres (6')                                        | (RTBF)                                                                                    |
| 2000 | No ploris Germaine (96')                              | (Oberón Cinematográfica, RTBF, Stupid Studio, Tchin Tchin Productions, YC Alligator Film) |
| 1998 | La trace (60’)                                        | DOCUMENTAIRE RTBF/VRT                                                                     |
| 1995 | Fanny se fait un sang d' encre (90’)                  | FEATURE RTBF/FR2°                                                                         |
| 1991 | Ces droles de belges avec leurs droles de films (52’) |                                                                                           |